# Canadian Soccer Club
O Canadian Soccer Club é um clube de futebol uruguaio com sede na cidade de de Montevidéu. Foi fundado em 14 de fevereiro de 2011 e atualmente disputa a Segunda Divisão Profissional do futebol uruguaio.

## História
O Canadian teve a ideia de sua concepção em meados de 2010, a partir de uma necessidade de uruguaios radicados no Canadá, de possuir em seu país natal, uma equipe de futebol que os representasse nos campeonatos oficiais de futebol no Uruguai.
Seus fundadores entraram em contato com a Associação Uruguaia de Futebol para colocar em prática o plano de fundar o novo clube e levaram a iniciativa adiante.
Em 8 de março de 2011, no Parque ANCAP, o Canadian disputou seu primeiro jogo oficial, um amistoso, frente a Institución Atlética Potencia, partida vencida pelo Canadian pelo placar de 2 x 0.

## Uniformes
• Uniforme titular: Camiseta vermelha com detalhes brancos, calções vermelhos e meias vermelhas.

• Uniforme alternativo: Camiseta branca com detalhes vermelhos, calções brancos e meias brancas.

## Títulos

### Nacionais
- Segunda Divisão Amadora do Uruguai: 1 (2013)